# 러브, 사이먼
《러브, 사이먼》(영어: Love, Simon)은 2018년 개봉한 미국의 퀴어, 로맨틱 코미디 드라마 영화이다. 그레그 벌랜티가 감독을, 이삭 앱테이커와 엘리자베스 버거가 각본을 맡았다. 베키 알버탈리의 소설 Simon vs. the Homo Sapiens Agenda 가 영화의 원작이다. 2018 마디 그라 영화제에서 전세계 최초 상영되었다.

## 출연

### 주연
- 닉 로빈슨
- 제니퍼 가너
- 조쉬 더하멜
- 캐서린 랭포드

### 조연
- 알렉산드라 쉽
- 로건 밀러
- 키넌 론즈데일
- 조지 렌드보그 주니어
- 토니 헤일
- 마일즈 헤이저
- 조이 폴라리
- 클락 무어
- 맥켄지 린츠

## 기타
- 원작자: 베키 알버탈리
- 미술: 애론 오스본
- 의상: 에릭 데먼
- 배역: 데니즈 채미언

## 같이 보기
- 러브, 빅터: 2020년부터 2022년까지 방영된 드라마.